# هانا بروير
هانا بروير (بالإنجليزية: Hannah Brewer)‏ هي لاعبة كرة قدم أسترالية، ولدت في 16 أبريل 1993 في غوسفورد في أستراليا. لعبت مع Newcastle Jets FC (W-League) ‏.